# Lukáš Kovář
Lukáš Kovář (* 10. leden 1992, Ostrava) je český lední hokejista. Hraje na postu obránce.

## Hráčská kariéra
- 2006/2007 HC Vitkovice U18
- 2007/2008 HC Vitkovice U18
- 2008/2009 HC Vitkovice U18
- 2009/2010 HC Vitkovice U18
- 2010/2011 HC Vitkovice U20
- 2011/2012 HC Vitkovice U20
- 2012/2013 HC Vitkovice U20, HC Vítkovice Steel, Salith Šumperk
- 2013/2014 HC Vítkovice Steel
- 2014/2015 HC Vítkovice Steel
- 2015/2016 HC Vítkovice Steel
- 2016/2017 HC Vítkovice Ridera
- 2017/2018 HC Frýdek-Místek, HC Oceláři Třinec
- 2018/2019 HC Oceláři Třinec ELH, HK Dukla Trenčín (hostování), Piráti Chomutov
- 2019/2020 HC Frýdek-Místek, HC Vítkovice Ridera
- 2020/2021 HC Vítkovice Ridera
- 2021/2022 HC Vítkovice Ridera
- 2022/2023 HC Vítkovice Ridera
- 2023/2024 HC Vítkovice Ridera